# 仲野親王
仲野親王（日语：／ Nakanoshinō，792年—867年2月26日）是日本奈良時代末期至平安時代初期親王，桓武天皇十二子，官位為二品大宰帥，贈一品太政大臣，宇多天皇的外祖父。

## 生涯
延曆24年（805年），仲野親王獲賞賜安藝國賀茂郡（現廣島縣廣島市安藝區、吳市、竹原市、東廣島市和三原市一帶）地五十町以及河內國交野郡（現大阪府交野市、枚方市和寢屋川市一帶）白田二町。
弘仁5年（814年），仲野親王升至四品，在淳和天皇在位期間的天長4年（827年）出任中務卿、天長7年（830年）改任大宰帥、天長10年（833年）再升至三品。仁明天皇在位期間的承和5年（838年），他獲任命為上總太守、承和9年（842年）就任彈正尹、承和13年（846年）轉任下野太守，承和14年（847年）再升至二品。嘉祥3年（850年），他在出任式部卿後於貞觀3年（861年）和貞觀5年（863年）先後出任上總太守和大宰帥。貞觀6年（864年）陸他獲准乘坐輦車出入平安京。貞觀9年正月17日（867年2月26日），仲野親王死去，享年76歲。在他死後20年的仁和3年（887年），他的女兒光孝天皇女御班子女王所生的定省親王即位為天皇（即宇多天皇），仲野親王作為外祖父獲追贈為一品太政大臣。

## 人物
仲野親王自小便明白事理，而且聰明伶俐，為人心胸廣闊。
仲野親王擅於朗讀壽詞和宣命，其發音用字被視為模範，當時通曉這種東西的皇族屈指可數，而仲野親王的朗讀形式則是由左大臣藤原緒嗣傳授。其後，參議藤原基經和大江音人等奉清和天皇之命，前往仲野親王居住的六條第學習。

## 系譜
- 父：桓武天皇
- 母：藤原河子（藤原大繼（日语：藤原大継）之女）
- 妻：不詳
  - 男子：茂世王（日语：茂世王）
  - 男子：輔世王（日语：輔世王）
  - 男子：季世王
  - 男子：秀世王
  - 男子：平房世（日语：平房世）
  - 四男：當世王（日语：当世王）
  - 男子：基世王（日语：基世王）
  - 八男：潔世王（日语：潔世王）
  - 男子：平實世
  - 男子：十世王（日语：十世王）
  - 男子：在世王
  - 男子：胤世王
  - 男子：康世王
  - 男子：平利世
  - 男子：平惟世
  - 女子：宣子女王（日语：宣子女王）（齋宮）
  - 女子：班子女王（光孝天皇女御，皇太后）